# Nycterosea kuthyi
Nycterosea kuthyi là một loài bướm đêm trong họ Geometridae.